# Polinomios de Touchard

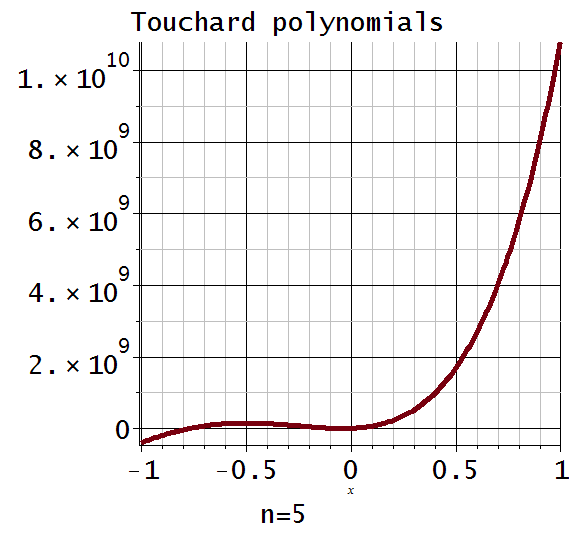
Polinomios de Touchard

Los polinomios de Touchard (nombrados en honor al matemático francés Jacques Touchard que los estudió en 1939), a menudo también llamados polinomios exponenciales comprenden una secuencia polinomial de tipo binomial definidas por: 
{\displaystyle T_{n}(x)=\sum _{k=1}^{n}S(n,k)x^{k}=\sum _{k=1}^{n}\left\{{\begin{matrix}n\\k\end{matrix}}\right\}x^{k}}
Donde S(n, k) corresponde a un número de Stirling de segunda clase, esto es, el número de particiones de un conjunto de n elementos en k subconjuntos no vacíos. Y La segunda notación, que incluye el uso de llaves, fue introducida por Donald Knuth.

## Propiedades
Evaluando en 1 el n-ésimo polinomio de Touchard obtenemos el n-ésimo número de Bell, esto es, el número de particiones de un conjunto de n elementos:
{\displaystyle T_{n}(1)=B_{n}}
Si X es una variable aleatoria con una distribución de Poisson y un número esperado de ocurrencias λ,entonces su n-ésimo momento es Tn(λ) = E(Xn). Usando este hecho se puede probar fácilmente que ésta secuencia polinomial es de tipo binomial, esto es, satisface la secuencia de identidades:
{\displaystyle T_{n}(\lambda +\mu )=\sum _{k=0}^{n}{n \choose k}T_{k}(\lambda )T_{n-k}(\mu ).}
Los polinomios de Touchard constituyen la única secuencia polinomial de tipo binomial en la cual el coeficiente del término de primer grado de cada polinomio es 1.
Los polinomios de Touchard satisfacen la relación recursiva:
{\displaystyle T_{n+1}(x)=x\sum _{k=0}^{n}{n \choose k}T_{k}(x).}
Si x= 1, la expresión se reduce a la fórmula recursiva de los números de Bell.
La función generatriz de los polinomios Touchard es:
{\displaystyle \sum _{n=0}^{\infty }{T_{n}(x) \over n!}t^{n}=e^{x\left(e^{t}-1\right)}.}